# タマン・パラマウント駅
タマン・パラマウント駅 （タマン・パラマウントえき、マレー語:Stesen Taman Paramount) は、マレーシアのクアラルンプールにある、ラピドKL (RapidKL) クラナ・ジャヤ線 (Kelana Jaya Line)の駅である｡

## 歴史
- 1998年9月1日開業

## 駅構造
相対式ホーム2面2線をもつ高架駅である。